# Mohamed Ahmad Chahrour

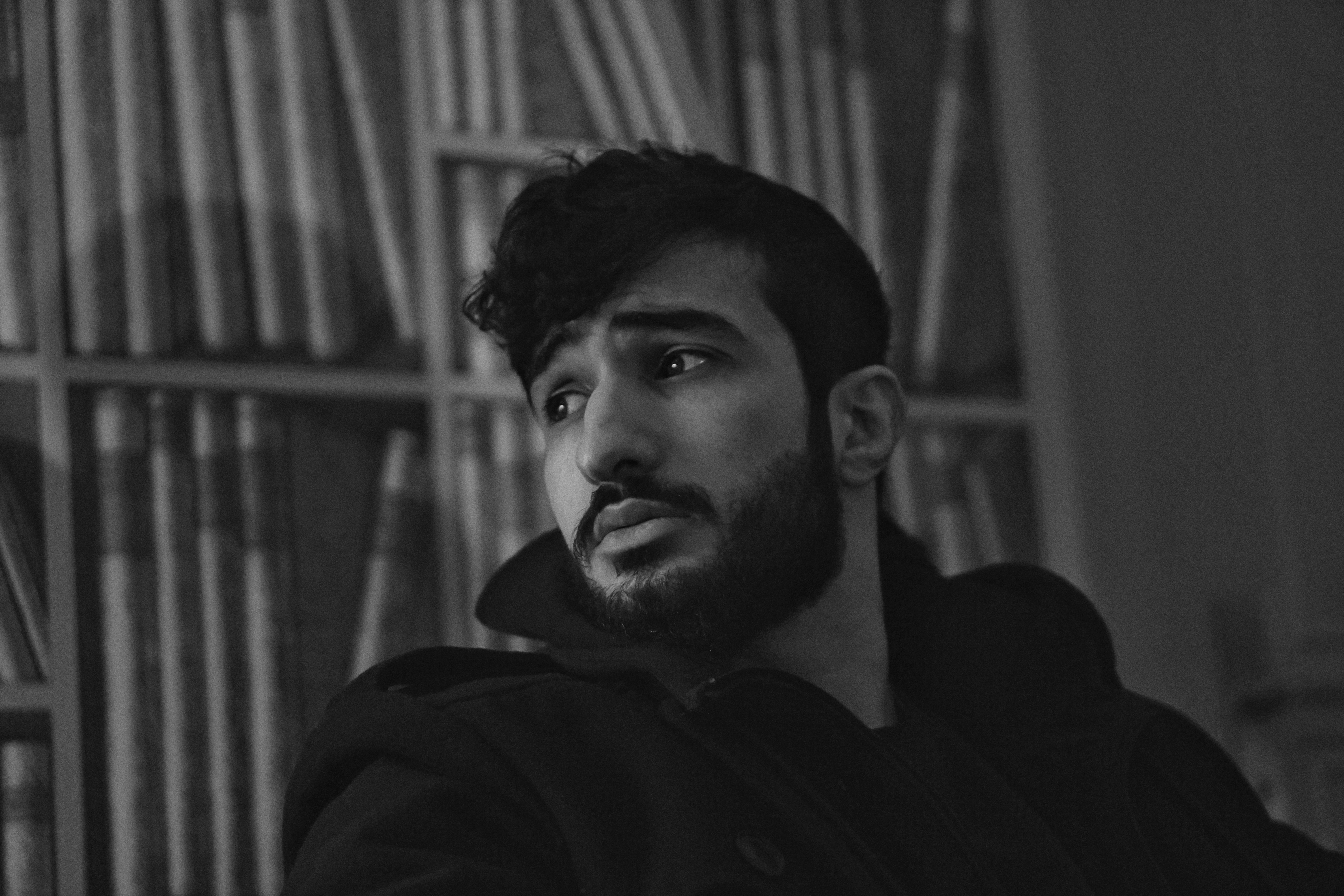
Mohamed Chahrour (2018)

Mohamed Ahmad Chahrour (arabisch محمد أحمد شحرور, DMG Muḥammad Aḥmad Šaḥrūr; * 15. Mai 1993 in Berlin) ist ein deutsch-libanesischer Komponist, Musikproduzent und Schauspieler.

## Leben
Mohamed Ahmad Chahrour wurde als sechstes von acht Kindern einer libanesischen Familie geboren. Seine Eltern sind Mitte der 1980er Jahre aus dem Libanesischen Bürgerkrieg nach West-Berlin geflüchtet. Bereits in der Grundschule lernte Mohamed das Noten schreiben und hatte erste eigene Berührungspunkte mit der Musik. Im Alter von 16 Jahren begann er mit dem Produzieren von Songs. Sein Vater, selbst Musiker, wollte zunächst unterbinden, dass sein Sohn denselben Weg einschlägt. Alle Versuche, ihn davon abzuhalten, in seine Fußstapfen zu treten, blieben erfolglos. Schon bald knüpfte Chahrour Kontakte in der Musikszene Frankreichs. Er arbeitete anfangs mit Newcomern und später mit etablierten französischen Musikern zusammen.
Es folgten kreative Arbeiten bei Songwriting-Camps und spätere Zusammenarbeiten mit diversen Künstlern der deutschen Musikszene.
Chahrour produzierte gemeinsam mit GEE Futuristic den Song Heavyweight auf dem 2018 erschienenen Hoodtape 3, aus dem Album Monument von Kollegah.
Im Januar 2019 veröffentlichte er seine erste Single The Broken and The Brave  digital, die dem klassischen Genre zuzuordnen ist.
Mohamed tritt in kleineren Theatern in Berlin auf und arbeitet, neben seinen diversen anderen künstlerischen Tätigkeiten, in der Synchronbranche.

## Produzierte Künstler
- Kollegah
- MC Bogy
- Blokkmonsta
- Judy Mai
- L-Kaïss

## Filmographie

### Film
| Jahr | Titel                          | Rolle                   |
| ---- | ------------------------------ | ----------------------- |
| 2022 | Rice and Red Beans             | Samir                   |
| 2022 | Out with Her                   | Ali                     |
| 2023 | NOAH                           | Mo                      |
| 2025 | Der phönizische Meisterstreich | Marseille Bob Bodyguard |
| 2025 | Wahrheit oder Lüge 3           | Ayman Darwisch          |

TV
| Jahr | Titel                         | Rolle        |
| 2022 | Das Netz – Spiel am Abgrund   | Ahmed Yussef |
| 2023 | Capital B – Wem gehört Berlin | sich selbst  |
| 2025 | The Assassin                  | TBA          |
| 2025 | Fleischwolf                   | sich selbst  |

Musikvideos
| Jahr | Titel                                |
| 2021 | Bojan feat. KC Rebell & Lune – Wohin |
| 2023 | Alies feat. Samra – 3 Kugeln         |
| 2023 | K.I.Z.- Görlitzer Park               |

## Veröffentlichungen
- 2014 Left Behind (Remix EP)
- 2019 The Broken and The Brave (f.S)
- 2019 Once Upon a Time
- 2019 Nocturne No.1 – À la Demoiselle qui a volé mon Coeur (f.S.)
- 2020 Un tout dernier cadeau
- Clanland – Original Soundtrack

## Auszeichnungen
Deutscher Radiopreis
- 2021: Nominierung für besten Podcast (Clanland)